# Juan Ignacio González Brazeiro
Juan Ignacio González Brazeiro, noto semplicemente come Nacho González (Paysandú, 5 novembre 1993), è un calciatore uruguaiano, centrocampista del Paysandú.

## Caratteristiche tecniche
È un esterno sinistro.

## Carriera
Cresciuto nel settore giovanile del Peñarol, ha esordito in prima squadra il 10 novembre 2012 in occasione del match di campionato perso 1-0 contro il Central Español.
Nel gennaio 2019 è stato acquistato a titolo definitivo dal Defensa y Justicia.